# 火炬街道 (邢台市)
火炬街道是中华人民共和国河北省邢台市襄都区下辖的一个街道办事处。

## 行政区划
火炬街道下辖以下村级行政区划单位：
张家庄社区、大梁庄社区、西梁庄社区、朱家庄社区、田家庄社区、东静庵北街村、东静庵南街村、西静庵村、黄家屯村和永红庄村。